# Diego Pérez (Rollstuhltennisspieler)
Diego Pérez Reveco (* 7. September 1989) ist ein chilenischer Rollstuhltennisspieler.

## Karriere
Diego Pérez begann im Alter von 16 Jahren mit dem Rollstuhltennis. 2007 spielte er sein erstes ITF-Turnier, seit 2023 tritt er in der Klasse der Quadriplegiker („Quad“) an. Sowohl bei den Paraplegikern („offene Klasse“) als auch bei Quad-Wettbewerben konnte Pérez mehrere Turniere niedrigerer Kategorie im Einzel oder Doppel gewinnen.
Es gelang ihm zweimal, sich für Grand-Slam-Turniere zu qualifizieren. Bei den US Open 2023 scheiterte er in der ersten Runde an Kōji Sugeno. Im Doppel traf er an der Seite von Francisco Cayulef im Halbfinale auf Niels Vink und Sam Schröder, welche das Spiel und danach das Turnier gewannen. Bei den Australian Open 2024 gab es eine Neuauflage dieses Doppelmatches, die Niederländer setzten sich in der ersten Runde des Wettbewerbs erneut klar in zwei Sätzen durch. Im Einzel verlor er, ebenfalls in der ersten Runde, gegen Andrew Lapthorne.
Beim World Team Cup war er 2024 Teil des chilenischen Teams, das den Pokal erstmals nach Südamerika holte.
Diego Pérez gewann bei den Parapanamerikanischen Spielen 2019 in Lima zusammen mit Alexander Cataldo Bronze im Doppel der offenen Klasse. 2023 in Santiago de Chile gewann er Gold im Quad-Doppel – er besiegte im Endspiel an der Seite von Francisco Cayulef die Brasilianer Ymanitu Silva und Leandro Pena im Match-Tie-Break.
Pérez hat zweimal an Paralympischen Spielen teilgenommen. Weder 2012 in London noch 2024 in Paris konnte er dabei eines seiner Spiele gewinnen.